# Nevianipora borgi
Nevianipora borgi is een mosdiertjessoort uit de familie van de Diaperoeciidae. De wetenschappelijke naam van de soort is voor het eerst geldig gepubliceerd in 1979 door Buge.